# International Superhits!
Albums de Green Day
Warning:
(2000) Shenanigans
(2002)
Singles
International Superhits! est une compilation de singles du groupe punk américain Green Day sortie en 2001. Elle comprend les singles sortis par le groupe entre 1994 et 2001, ainsi que deux nouvelles chansons, Maria et Poprocks & Coke.

## Liste des chansons
1. Maria (2:47)
2. Poprocks & Coke (2:38)
3. Longview (3:53)
4. Welcome to Paradise (3:44)
5. Basket Case (3:01)
6. When I Come Around (2:58)
7. She (2:14)
8. J.A.R. (Jason Andrew Relva) (2:50)
9. Geek Stink Breath (2:15)
10. Brain Stew (3:12)
11. Jaded (1:30)
12. Walking Contradiction (2:31)
13. Stuck with Me (2:15)
14. Hitchin' a Ride (2:51)
15. Good Riddance (Time of Your Life) (2:33)
16. Redundant (3:18)
17. Nice Guys Finish Last (2:50)
18. Minority (2:48)
19. Warning (3:41)
20. Waiting (3:12)
21. Macy's Day Parade (3:33)